# پاتیولا
پاتیولا (به لاتین: Pattiwela) یک منطقهٔ مسکونی در سری‌لانکا است که در استان مرکزی (سری‌لانکا) واقع شده‌است.